# Caecilia occidentalis
Caecilia occidentalis е вид безкрако земноводно от семейство Caeciliidae.

## Разпространение и местообитание
Видът е разпространен в Колумбия.
Обитава райони с тропически и субтропичен климат, градски и гористи местности, планини, градини и плантации.